# Подервянский, Лесь
Лесь Подервя́нский (укр. Олександр (Лесь) Сергійович Подерв’янський; род. 3 ноября 1952, Киев) — украинский художник, прозаик и драматург. Автор сатирических пьес,  первые из которых начал писать в конце 1970-х гг.

## Биография
Родился в семье народного художника Украины Сергея Павловича Подеревянского и искусствоведа Людмилы Семеновны Миляевой. Дед, Семён Матвеевич (Соломон Мордухович ) Миляев (1895-1961) , также художник.
Известен своими гротескными пьесами, полными неполиткорректностей и ненормативной лексики, которые расходились в авторском исполнении вначале в магнитофонных записях, позже через компьютерные сети, а затем и издавались на различных носителях.
В 1976 году окончил Киевский государственный художественный институт, с 1980 года член Союза художников Украины. Участвует в выставках с 1976. Картины хранятся в различных художественных музеях в Киеве и за рубежом, а также в частных коллекциях.
Больше, чем картинами, Лесь известен своим литературным творчеством. Во время службы в армии с 1977 года, он в письмах к друзьям начал сочинять истории с комичными персонажами. В конце 1970-х стал писать пьесы, к настоящему времени написал более 50 пьес. Кроме пьес, он автор сценариев, рассказов, статей, стихов.
В 2006 году в харьковском издательстве «Фолио» вышел четырёхтомник его произведений.
Женат в третий раз официально.

## Живопись

### Самые известные выставки (персональные и групповые)
- 2000 «Art Expo-2000». New York

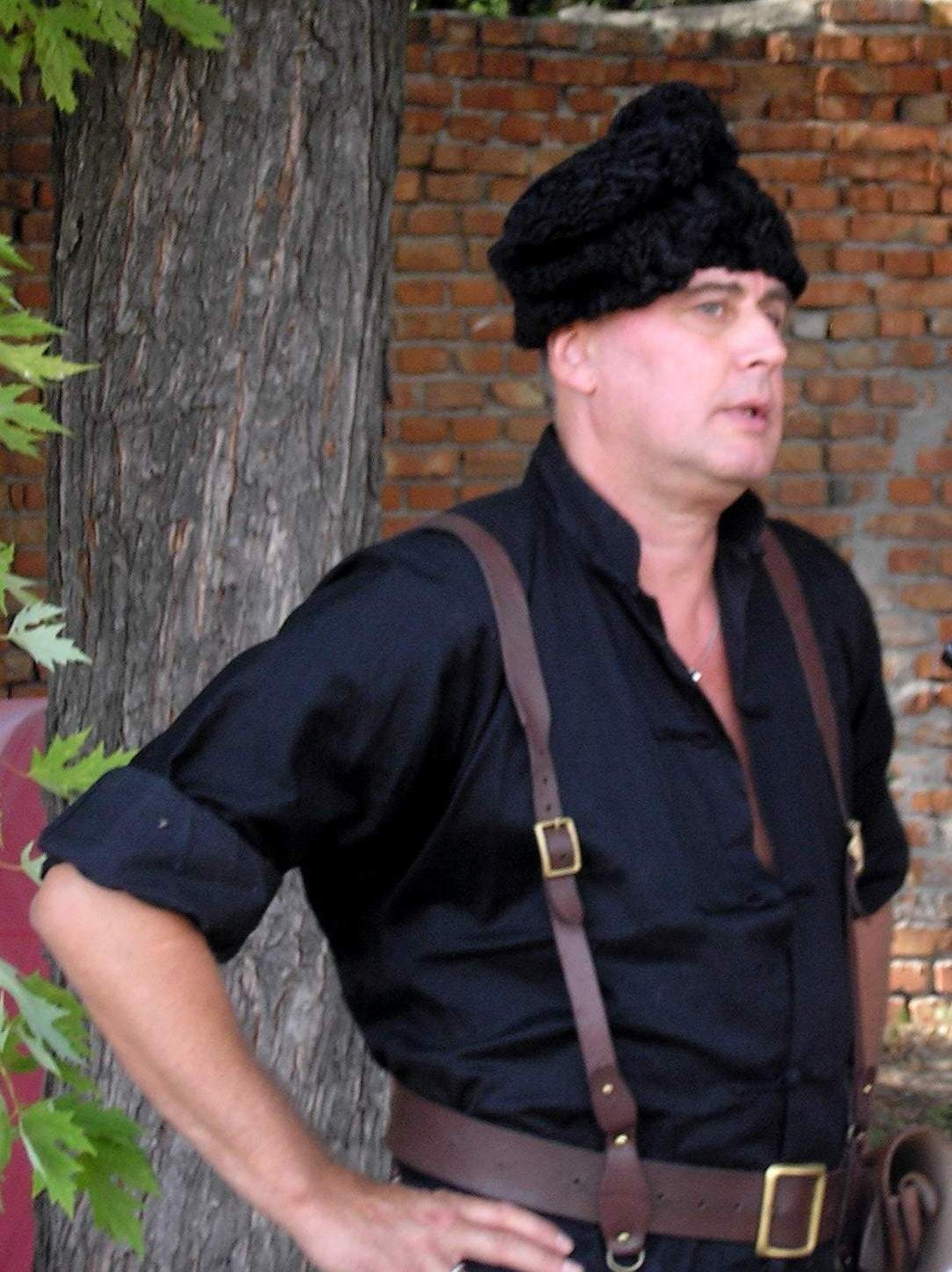
Лесь Подервянский на фестивале им. Нестора Махно в Гуляйполе, 2006 год

- 1999 Embassy of Ukraine in Canada. Ottawa, Ontario, Canada
- 1999 «Lazarro Signature Gallery». Stoughton, Wisconsin, USA
- 1998 «Domino» Gallery. Geteborg, Sweden
- 1997 University of Wisconsin Grant Exhibition. Plattville, Wisconsin, USA
- 1995 Museum of Russian Art. Kyiv, Ukraine
- 1995 Exhibition of Modern Art. City Arts Gallery, Kyiv, Ukraine
- 1995 Mercury Globe Ukraine. «Slavutych» Arts Center, Kyiv, Ukraine
- 1994 Kyiv Arts Fair. Ukrainian House, Kyiv, Ukraine
- 1993 «Ukraine — America '93». Sports Palace, Kyiv, Ukraine
- 1993 «Gallery of the 4». Arts Museum, Sevastopil', Ukraine
- 1992 «Vesta» Gallery. Museum of Russian Art, Kyiv, Ukraine
- 1991 «Yednist». State Museum of Ukrainian Fine Arts, Kyiv, Ukraine
- 1991 «Glasnost» Gallery. Nuremberg, Germany
- 1990 «Modern Ukrainian Art». Marsvinskholm Cultural Center, Isted, Sweden
- 1990 «Raissa» Gallery. Erfurt Cultural Center, Erfurt, Germany
- 1989 «Metamorphoses». Museum of History, Kyiv, Ukraine
- 1985 «Fine Arts of Ukraine». Manezh, Moscow, Russia
- 1983 All-Union Arts Exhibition. Central House of Artists, Moscow, Russia
- 1981 All-Union Young Artists Exhibition. Central Exhibition Hall, Tashkent, Uzbekistan
- 1980 All-Union Exhibition. Manezh, Moscow, Russia

### Коллекции, в которых хранятся картины
- State Museum of Ukrainian Fine Arts; Kyiv, Ukraine
- Киевский национальный музей русского искусства; Киев, Украина
- Ukrainian Cultural Fund; Kyiv, Ukraine
- Ministry of Culture and Arts of Ukraine; Kyiv, Ukraine
- Artists' Union of Ukraine; Kyiv, Ukraine
- Mercury Globe Ukraine; Kyiv, Ukraine
- Arts Museum; Voronezh, Russia
- Ministry of Culture of Russia; Moscow, Russia
- Artists' Union of Russia; Moscow, Russia
- «Glasnost» Gallery; Nuremberg, Germany
- «Raissa» Gallery; Erfurt, Germany
- Wisconsin State University; Plattville, Wisconsin, USA
- «Domino» Gallery; Geteborg, Sweden
- Частные коллекции на Украине, в России, Германии, Швеции, Великобритании, Израиле и США («Воїн, смерть i диявол» приобрел Вуди Аллен в 2000 году в Нью-Йорке).

### Наиболее известные театральные работы и награды
- 1995 «Kintakt-95», International Theatre Festival Award for set design of «The Shot in the Fall Orchard». Torun, Poland
- 1995 «Kyiv Pectoral» Award for the best performance of the year, «The Shot in the Fall Orchard». Kyiv, Ukraine
- 1994 «The Shot in the Fall Orchard» by A. Chekhov, set design. V. Bilchenko, Experimental Theatre, Kyiv, Ukraine
- 1993 «Kyiv Pectoral» Award for the best set design of the year, «The Orgy». Kyiv, Ukraine
- 1993 «The Orgy» by L. Ukrainka, set design. Lypky Theatre, Kyiv, Ukraine

## Пьесы
Произведения написаны суржиком с использованием русской ненормативной лексики.
Тематика пьес разнообразна: советская действительность («Цікаві досліди», «Утопія», «Дохуя масла»), жизнь интеллигенции и богемы («Піздєц», «Місце встрєчі ізменіть ніззя, блядь!», «Сноби», «Нірвана…»), межнациональные конфликты («Кацапи», «Гамлєт, або Феномен дацького кацапізму»…), абсурд («Рух життя або Динамо», «Іржик») и пр.
Герои Подервянского — мизантропы, женоненавистники, гомофобы, атеисты, расисты, в том числе антисемиты; они предаются пьянству, сексуальным излишествам и рукоприкладству.
Что характерно, среди главных героев нет ни одного явно положительного и вызывающего сочувствие у автора, «скрізь підараси».
16 апреля 2011 года эпическая трагедия «Павлик Морозов», написанная в 1993 году, была поставлена на сцене киевского кинотеатра «Кинопанорама». Режиссёр-постановщик — Андрей Критенко (Штутгарт, Германия).
С 16 по 20 апреля 2012 в киевском «Кристалл-холле» демонстрировался спектакль «Сни Васіліси Єгоровни». Спектакль состоит из семи пьес Подервянского: «Васіліса Єгорiвна и мужичкі», «П’ять хвилин на раздумьє», «Місце встрєчі ізмінить ніззя, блять!», «Діана», «Нірвана, або Альзо шпрех Заратустра», «Астанавісь, мгновєньє, ти прекрасно» и «Король Літр». Режиссёр-постановщик — Андрей Критенко.

### Список пьес (по алфавиту)
- Блеск i ніщета підарасів
- Бур’ян
- Васіліса Єгорівна та мужичкі
- Восточна мозаїка
- Гамлєт, або Феномен датського кацапізму
- Герой нашого часу
- Данко
- День колгоспника
- Діана
- Доктори
- Дохуя масла
- Жан Маре та його друзі
- Йоги
- Йоко і самураї
- Іржик
- Казка про Рєпку, або Хулі не ясно?
- Кам’яний довбойоб
- Кацапи
- Колгосп
- Король Літр
- Мєсто встрєчі ізменіть ніззя, блядь!
- Множення в умі, або Плинність часу
- Нірвана, або Альзо Шпрех Заратустра
- Остановісь, мгновєніє, ти прєкрасно!
- П’ять хвилин на роздуми
- Павлік Морозов. Епічна трагедія
- Пацавата історія
- Піздєц
- Рух життя, або Динамо
- Самурай
- Свобода
- Сказ
- Сноби
- Тріасовий період, або Пригоди хтивих павіанів Борі і Жори
- Утопія
- Хвороба Івасика
- Хуйня
- Цікаві досліди

## Освещение в прессе
- Харченко О. Лесь Подерв’янський: «Моєю мовою говорять i продавцi на базарi, i народнi депутати» // Високий Замок. — 02.11.2002.
- Лесь Подерв’янський: У владі не боги, а звичайні рагулі, яких ми сьогодні поставили, а завтра скинемо // Національний портал АРАТТА:: Вікно в Україну. — 18.01.2006.
- Вергелис О. БеС цензуры. Лесь Подервянский: «Целомудрие мешает украинской нации» // Зеркало недели. — 19.01.2007. — № 2.
- Керик О. Лесь Подерв’янський: Наш театр — це суцільне лайно // Zaxid.net — головні новини Західної України. — 30.07.2007.
- Курина А. Лесь Подервянский: Я украинский буржуазный националист // Українська правда. Життя. — 03.06.2010.
- Лесь Подерв’янський: українці — поранені, а не хворі // BBC Ukrainian. — 06.03.2011.
- Славінська І. Лесь Подерв’янський: Взяти гроші в держави — це як укласти угоду з чортом // Українська правда. Життя. — 04.04.2011.
- Нікітюк М. Подерв’янський на великій сцені // Українська правда. Життя. — 18.04.2011.